# Janice van Klaveren
Janice van Klaveren is een Surinaams zangeres. Ze zingt solo en als achtergrondzangeres en maakte deel uit van Ed & Friends, The Kasimex Houseband en Las DiVas.

## Biografie
Van Klaveren werd rond 1989/1990 geboren. Ze volgde de imeao en daarna, van 2010 tot 2014, de opleiding International Tourism Management aan de IBW Hogeschool. Toen zij 23 was en haar zus Janet 21, deden ze beide mee aan de Tropical Beauties Suriname 2013; haar zusje behaalde toen de tweede plaats.
Ze was zangeres in bands als Ed & Friends en The Kasimex Houseband en deed in 2014 mee aan het tweejaarlijkse songfestival SuriPop. In mei van dat jaar trad ze toe tot Las DiVas, een muziekgroep van vijf zangeressen die werd opgericht en gemanaged door Conchita Berggraaf. De groep ging rond 2017 uit elkaar.
Daarnaast treedt ze op als gastartiest, zoals in april 2017 tijdens de show van hiphop-artiest Donavey, en heeft ze op de achtergrond gezongen voor artiesten als Jhesiral (Rodney Winsi), Pinas Emanuel, Prince Koloni, Turbulence en Young Boss, en was ze langere tijd de vaste achtergrondzangeres van Kater Karma.
In april 2019 maakten zij, Damaru en meer dan tien andere artiesten hun opwachting in het eerste seizoen van de YouTube-serie V-MSD LIVE dat werd geproduceerd door Vania's Muziekschool Studio's. In december van dat jaar zongen zij en Anveny Watson het verkiezingslied dat door Olu Abena werd geschreven en de verkiezingen van 2020 aankondigde.
In augustus 2020 nam zij met  J Prophet het duet The way you make me feel op. De samenwerking inspireerde haar om aan eigen muziek te werken, waar ze op 19 november gevolg aan gaf met de release van haar solonummer Mi e gwe (Ik ga weg).